# 3306 Byron
A 3306 Byron (ideiglenes jelöléssel 1979 SM11) a Naprendszer kisbolygóövében található aszteroida. Nyikolaj Sztyepanovics Csernih fedezte fel 1979. szeptember 24-én.